# Aleš Mertelj
Aleš Mertelj, slovenski nogometaš, * 22. marec 1987, Kranj.

## Življenjepis
Aleš Mertelj se je rodil in odraščal v Kranju,kjer se je pri osmih letih tudi začel ukvarjati z nogometom pri klubu  Triglav Kranj.
Mertelj je v slovenski ligi igral za kluba Triglav Kranj in Koper, od leta 2009 pa je član Maribora. 
Za slovensko reprezentanco je debitiral 25. maja 2012 na prijateljski tekmi proti grški reprezentanci.